# Storhovet
Storhovet (estniska: Suuremõisa, tyska: Großenhof) är en by och en herrgård på Dagö i Estland. Den ligger på östra Dagö i den del av Dagö kommun som innan kommunsammanslagningen 2017 utgjorde Pühalepa kommun. Storhovet hade 187 invånare år 2011 och var därmed kommunens största samhälle.
En herrgård har funnits på platsen sedan 1500-talet och som bland varit i Jacob de la Gardies ägo. Nuvarande byggnad, en slottsliknande barockbyggnad, uppfördes 1755-1760 av familjen Stenbock. År 1772 tillkom de två slottsflyglarna. Dess arkitektoniska förebild var Ulriksdals slott. Herrgården var Estlands främsta och utgjorde periodvis Dagös administrativa centrum. Idag används den som skolbyggnad. Den är kringgärdad av en 46 hektar stor engelsk park som är naturreservat.     
Storhovet ligger sex meter över havet och terrängen runt byn är mycket platt. Runt Storhovet är det mycket glesbefolkat, med 6 invånare per kvadratkilometer. Närmaste stad är Kärrdal, 18 km nordväst om Storhovet. I grannbyn åt nordost, Pühalepa som gett namn till kommunen, är Pühalepa kyrka belägen. I byns västra utkast rinner ån Suuremõisa jõgi.  
Årsmedeltemperaturen i trakten är 5 °C. Den varmaste månaden är augusti, då medeltemperaturen är 17 °C, och den kallaste är januari, med −6 °C.